# Sonata para piano n.º 25 (Beethoven)

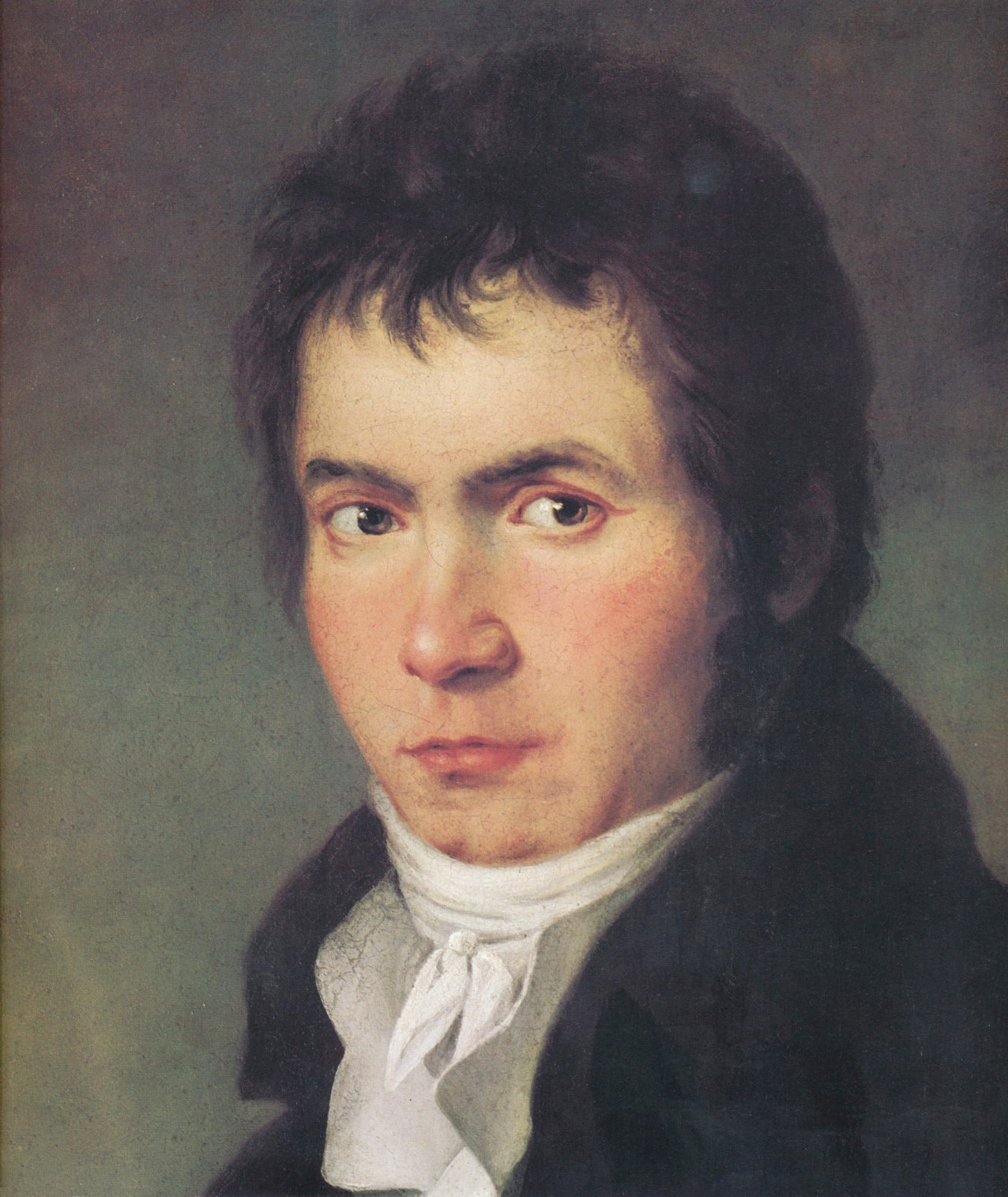
Beethoven en 1804.

La sonata para piano n.º 25 en sol mayor, Op. 79, conocida como "El cuco", fue compuesta por Ludwig Van Beethoven en 1809.

## Historia

### Composición
Tanto la Sonata para piano n.º 24 Op. 78 como la pequeña Sonata Op. 79 fueron compuestas en 1809. Ambas comparten varios rasgos perceptibles al instante. En primer lugar, ambas sonatas son sorprendentemente poco demostrativas en el tono. Esto revela una marcada evitación de la ostentación de bravura, la retórica injustificada y, sobre todo, el emocionalismo extravagante. No obstante, difieren sustancialmente en el número de movimientos. La Sonata Op. 79 consta de tres movimientos independientes, de acuerdo con los principios arquitectónicos establecidos. En la Sonata Op. 78 el Allegro y los movimientos lentos están interconectados gracias al sustancial prefacio Adagio cantabile que precede y desemboca, sin interrupción, en el primer Allegro principal.
Se conserva una partitura autógrafa que en la actualidad se encuentra en Beethoven-Haus en Bonn.

### Publicación
En la época de la publicación del Op. 78 y Op. 79, Beethoven estaba negociando con dos casas editoriales. La correspondencia mantenida con Breitkopf & Härtel de Leipzig en relación con estas obras empieza el 19 de septiembre de 1809. En una de estas cartas el compositor dice: "No me gusta dedicar mucho tiempo a componer sonatas para pianoforte solo, pero prometo darles unas pocas...". El Op. 79 se anunció en el Allegemeine musikalische Zeitung en diciembre de 1810 bajo el título "sonatine pour le pianoforte".

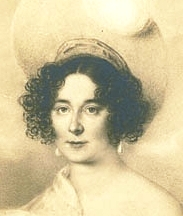
Therese Malfatti

Por otra parte, el 20 de abril de 1807 Beethoven había formalizado un contrato con Muzio Clementi, el compositor asentado en Londres, pianista, constructor de piano y editor. Ambos músicos se habían conocido durante una escala en Viena de Clementi en su viaje hacia Italia. El Op. 79 fue parte de un acuerdo hecho en ese momento, junto con otras obras entre las que se incluyen la Fantasía Op. 77 y la Sonata Op. 78. Clementi no recibió las partituras, hasta su regreso a Viena en 1809. Estas piezas fueron registradas en Stationers Hall, el registro de derechos de autor de Londres, el 31 de agosto de 1810 por el editor Clementi, Banger, Collard, Davis & Collard. Se desconoce la fecha en la que estuvo a disposición del público, pero es posible que la edición de Clementi sea anterior a la de Breitkopf & Härtel.
Aunque en la partitura no figura ninguna dedicatoria, el maestro alemán pudo haber planeado usarla como regalo para Therese Malfatti, una mujer a la que conoció en 1810 por su amigo el barón Ignaz von Gleichenstein. Al parecer Beethoven pensó en casarse con Therese durante un corto periodo de tiempo, pero las objeciones por parte de la familia de ella hicieron inviable la unión.

## Estructura y análisis
La sonata consta de tres movimientos:
- I. Presto alla tedesca, en sol mayor 3
4
- II. Andante, en sol menor 9
8
- III. Vivace, en sol mayor 2
4

La interpretación de esta obra dura aproximadamente 10 minutos. Es una de las sonatas para piano más breves escritas por este compositor. Junto con las Sonatas Op. 49, se consideran piezas de menor dificultad y para usar como material educativo, aunque el primer movimiento es más complicado de lo que aparenta.

### I.Presto alla tedesca
El primer movimiento, Presto alla tedesca, está escrito en la tonalidad de sol mayor, en compás de 3/4 y sigue la forma sonata. Su duración aproximada es de 3 minutos y con las repeticiones pertinentes se alarga hasta los 4 minutos y medio. La indicación de tempo lleva además el calificativo alla tedesca, que significa en italiano "a la alemana". Desde el principio la obra suscita una impresión fuerte y positiva, como resultado de sus fórmulas rítmicas marcadamente cinceladas y de una cierta franqueza y espontaneidad directas, por no decir a veces bruscas.
- Exposición (duración aproximada sin repetición: 35 segundos): Hay dos pequeños temas. El primer tema formado por tres notas (sol, si, sol -1ª, 3ª, 1ª-) que se repite con asiduidad a lo largo del movimiento. El segundo tema está en re mayor y contiene rápidas escalas y arpegios que dan paso a la contundente coda. En el cierre aparecen algunas octavas antes de la repetición.
- Desarrollo (duración aproximada: 60 segundos): Presenta numerosas modulaciones y el tema inicial de tres notas, que se oye en la mano izquierda. Comienza en mi mayor y sucesivamente pasa a si subtónica, a do menor y finalmente a la relativa mayor, es decir, a mi bemol mayor.
- Reexposición y coda (duración conjunta aproximada: 1 minuto): 
  - La reexposición es convencional, con el segundo tema en la tónica con su motivo inicial de tres notas y luego se repite la exposición totalmente en la tónica.
  - La coda está en sol mayor, con el tema repetido en la mano izquierda, y después en la mano derecha, con acompañamiento de bajo, aunque ahora en la menor. Después se ejecuta todo igual incluyendo acciaccatura.

### II.Andante
El segundo movimiento, Andante, está en sol menor, en compás de 9/8 y sigue la forma ternaria simple. Es un movimiento breve pero elocuente, que mantiene la sensación de franqueza y claridad de expresión del primer movimiento. Esto no sólo reafirma los gustos vieneses, tanto en términos de la franqueza ya mencionada, sino también en la pronunciada sensación de "naturalidad", a veces cercana a la franqueza pastoral que es una característica inconfundible aquí.

### III.Vivace
El tercer y último movimiento, Vivace, está en la tonalidad inicial, en compás de 2/4 y adopta la forma rondó (ABACA' y coda). La sencillez y la franqueza también son cruciales en el breve e ingenioso final. Es un rondó completamente desarrollado y muy lúdico, que dura algo menos de dos minutos. Hay un tema A dividido en dos y temas contrastantes en tonalidad (tema B) y ritmo (tema C). Una breve coda hace finalizar de forma rápida y alegre esta sonata. La progresión de acordes del principio del tema A fue utilizada por Beethoven en su Sonata para piano n.º 30, compuesta 11 años después. 
Esta sonata recibe a veces el apodo de "El cuco", debido al patrón distintivo de intervalos descendentes y agrupaciones de notas repetidas que impregnan la partitura en varios momentos, nunca de forma más evidente que durante el movimiento final. 